# Dịch nghĩa đen
Dịch nghĩa đen, dịch trực tiếp, hay dịch từng từ một, là một kiểu dịch văn bản bằng cách dịch từng từ riêng biệt mà không xem xem các từ này tương tác với nhau như thế nào trong một cụm từ hoặc một câu.
Dịch nghĩa đen dẫn đến dịch sai thành ngữ; đây là một vấn đề nghiêm trọng đối với dịch máy.